# 西川綠道公園停留場

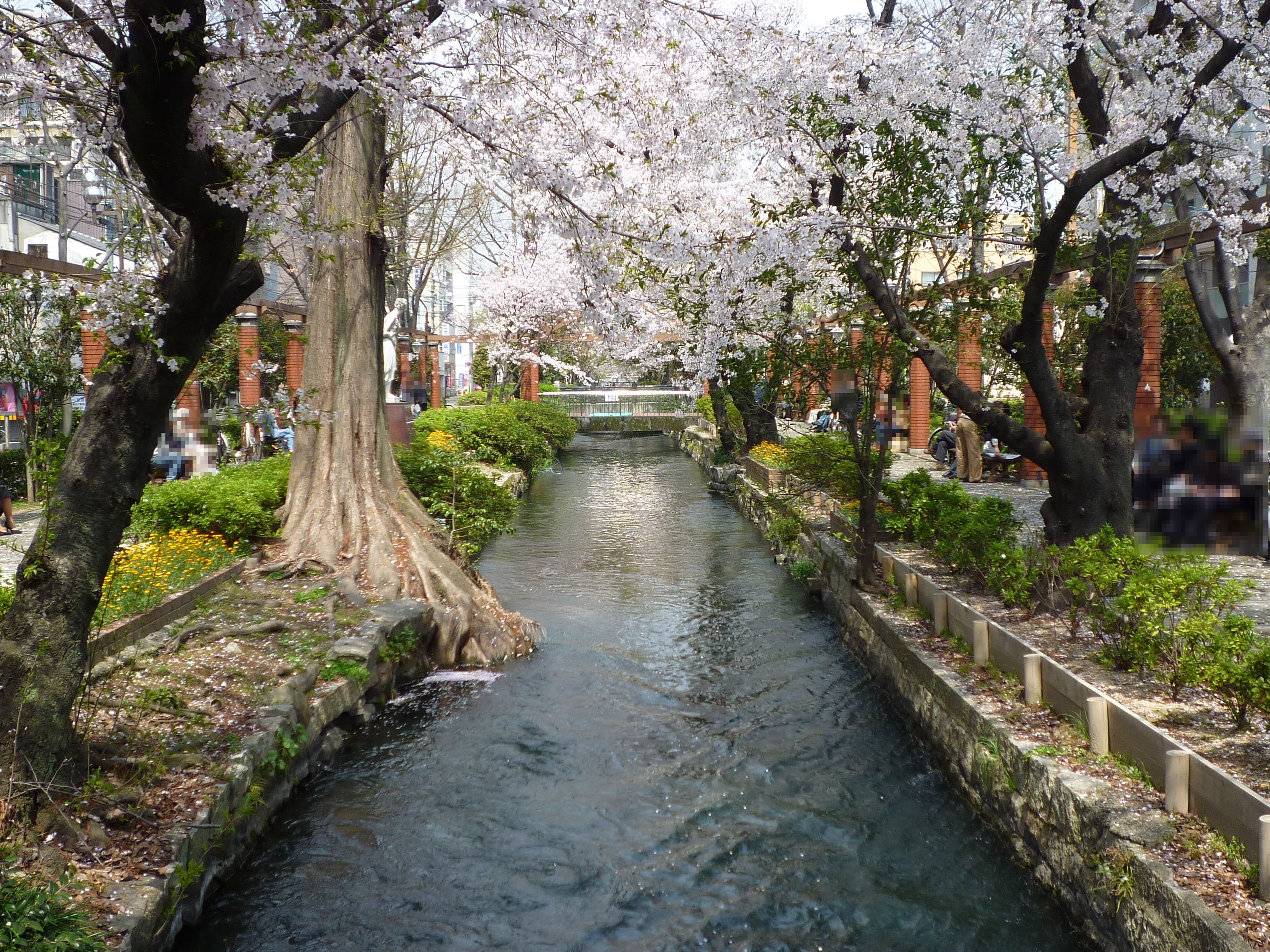
西川綠道公園

西川綠道公園停留場（日语：／ Nishigawa ryokudokouen teiryūjō */?），又稱西川綠道公園電車站，是位於岡山縣岡山市北區野田屋町一丁目和平和町，岡山電氣軌道東山本線的電車站。車站編號為H02（東山本線）、S02（清輝橋線）。

## 歷史
- 1912年（明治45年）5月5日：站前（現時：岡山站前） - 御城下（現時：城下）之間開通，西川站啟用。
- 2008年（平成20年）4月1日：車站改名為西川綠道公園停留場[1]。

## 電車站構造
電車站是建造在共用行車道上。電車站設有1面2線的島式低地台月台。

## 電車站周邊
- 岡電巴士、中鐵巴士（日语：中鉄バス）「西川綠道公園前」、「岡大廈前」巴士站
- 西川綠道公園筋
- 西川
- 西川橋
- 岡山中央警署（日语：岡山中央警察署）西川橋交番
- 後樂酒店
- ICOTNICOT（日语：ICOTNICOT）
- 岡大廈（日语：岡ビル）百貨店
- 岡山縣道42號岡山停車場線（日语：岡山県道42号岡山停車場線）（桃太郎大通（日语：桃太郎大通り））
- 味司 野村、本店

## 相鄰電車站
岡山電氣軌道
東山本線、清輝橋線
岡山站前站（H01,S01）－西川綠道公園（H02,S02）－柳川（H03,S03）

## 注腳
1. ↑  岡山電気軌道 西川駅を西川緑道公園駅に改称（2008年4月1日） - 鉄道コム （页面存档备份，存于）（日語）

## 外部連結
- 岡山電気軌道株式会社 電車事業部（路面電車） （页面存档备份，存于）（日語）